# Hieracium korshinskyi
Hieracium korshinskyi es una especie de planta con flor del género Hieracium, de la familia Asteraceae, orden Asterales.

## Distribución
Hieracium korshinskyi se distribuye por la República Popular China, Kazajistán, Mongolia, Rusia, Kirguistán y Tayikistán.

## Taxonomía
Fue descrita científicamente por Zahn.
Tratamiento taxonómico
La especie aparece registrada en una sección de la publicación H.G.A.Engler (ed.), Pflanzenr.